# Humphreys Ridge
Humphreys Ridge (russisch Гора Двугорбая Gora Dwugorbaja, deutsch ‚Zweibuckelberg‘) ist ein langer, niedriger und verschneiter Gebirgskamm im Mac-Robertson-Land. Er ragt in den Goodspeed-Nunatakkern der Prince Charles Mountains auf.
Wissenschaftler der Australian National Antarctic Research Expeditions sichteten sie erstmals 1957 und fertigten 1958 sowie 1960 Luftaufnahmen an. Das Antarctic Names Committee of Australia benannte ihn nach Alan E. Humphreys, leitender Ingenieur der Australian Antarctic Division und Leiter einer Mannschaft zur Erkundung der Prince Charles Mountains im Jahr 1972.